# Козак Мамај
Козак Мамај (укр. Козак Мамай је херој из украјинског фолклора, један од стандардних ликова украјинског луткарског позоришта Вертеп.
Козак Мамај се сусреће у легендама, народним причама и пословицама. Лик је постао широко популаран након распада прото-државе Запорошка Сич 1775. године.
Мамај је један од најчешћих ликова у украјинском народном сликарству, од касног 17. столећа до данас. Обично је приказан са кобзом, музичким инструментом налик лаути, на или уз коња и храстом са окаченим оружјем. Друге варијанте приказују Мамаја са насилних инцидената у којима су учествовали Пољаци или Јевреји у позадини.

## Галерија
- Приказ из 18. столећа
- Приказ из 18. столећа
- Приказ из 1728.
- Приказ из 19. столећа
- Крим 1780/1840
- Приказ из 19. столећа
- Козачки Мамај и Хајдамаки вешају јеврејског арендатора, 19. столеће
- Приказ из 1855.
- Приказ из 1890.
- Слика из 1912.
- Споменик Мамаја, 2003.
- Украјински новчић са приказом Мамаја
- Украјински новчић са приказом Мамаја